# Ангел Памукчиев
Ангел Милков Памукчиев е български палеонтолог.

## Биография
Ангел Милков Памукчиев е роден на 21 ноември 1935 г. в  град София в семейството на  търговеца Милко Памукчиев и неговата съпруга Евдокия Памукчиева.    Основното и средното си образование  завършва в град София през 1953 г.  Пред същата година е приет за студент по геология в Софийския университет.  През 1958 година завършва геология в Софийския университет „Климент Охридски“ с дипломна работа на тема: „Геология на Южната част на Кюстендилския въглищен басейн”, защитена в катедра „Каустобиолити”. Същата година започва работа като геолог в областта на геоложкото картиране в Управлението за геоложки проучвания в София.  На 12 април 1961 г. постъпва като специалист в Софийския университет, като израства до старши научен сътрудник II степен.  Пенсионира се през 2004 година.  През 1976 г. защитава дисертация „Таксономия, онтогенеза и филогенеза на семейство Hippuritidae Gray  в България“, а през 1996 г. става доктор на геологическите науки с дисертация на тема „Рифостроящи организми и органогенни постройки от България, Алжир, Тунис и Заир (късен протерозой, креда, палеоген)“.
Дългогодишен преподавател по палеонтология в Софийския университет. Преподавал е и в Националния университет на Заир в град Лубумбаши (бивш Елизабетвил) в периода 1968-1972 г., както и в департамента по геология към Националния институт по висше образование (INES) в град Тебеса, Алжир в периода 1988-1989 г.
Научните му интереси са предимно насочени към изследване на фосилните групи на рудистите и семейство en:Hippuritidae през горната креда. През 1981 г. участва в публикуването на частта за en:Bivalvia в  том от поредицата „Фосилите на България – том V. ГОРНА КРЕДА: Големи фораминифери, Anthozoa, Gastropoda, Bivalvia“. Определя нови за науката таксони.
След  постъпването си на работа в Софийския университет през 1961 г.  активно участва  в уреждането, обогатяването и подреждането на експозицията на Музея по палеонтология и исторична геология при специалност „Геология“ в Софийския университет. Работил е с  фосилни колекции в музеите по естествена история в Брюксел, Париж, Лондон, Санкт Петербург, Монте Карло, Ню Йорк, както и с университетските фосилни сбирки в Брюксел, Льовен, Тулуза, Марсилия, Тунис, Белград и Москва.
Ангел Памукчиев умира на 11 април 2022 г. в София.

## Избрани публикации
- Памукчиев, Ангел. Горнокредна рудистна фауна в България І. Върху някои хипурити от Брезнишко, Западна България //  Годишник на Софийския университет. Биолого-геолого-географски факултет. Книга 2 - Геология; Annuaire de l'Universite de Sofia. Faculte de biologie, geologie et geographie. Livre 2 - Geologie 56 (2).   1963. с. 99-113. Посетен на 27  август 2024.
- Памукчиев, Ангел. Рудистна фауна от мастрихта в Брезнишко ІІ. //  Годишник на Софийския университет. Геолого-географски факултет. Книга 1 - Геология; Annuaire de l'Universite de Sofia. Faculte de geologie et geographie. Livre 1 - Geologie 58 (1).   1965. с. 25-46. Посетен на 27  август 2024.
- Памукчиев, Ангел. Рудистна фауна от с. Борущица, Централен Балкан ІІІ. //  Годишник на Софийския университет. Геолого-географски факултет. Книга 1 - Геология; Annuaire de l'Universite de Sofia. Faculte de geologie et geographie. Livre 1 - Geologie 59 (1).   1966. с. 23-42. Посетен на 27  август 2024.
- Памукчиев, Ангел. Мастрихтски представители на род Biradiolites Orbigny от Брезнишко //  Годишник на Софийския университет. Геолого-географски факултет. Книга 1 - Геология; Annuaire de l'Universite de Sofia. Faculte de geologie et geographie. Livre 1 - Geologie 60 (1).   1967. с. 31-74. Посетен на 1 септември 2024.
- Памукчиев, Ангел. Рудиста фауна от с. Лялинци, Западна България //  Годишник на Софийския университет. Геолого-географски факултет. Книга 1 - Геология; Annuaire de l'Universite de Sofia. Faculte de geologie et geographie. Livre 1 - Geologie 61 (1).   1969. с. 1-14. Посетен на 31  август 2024.
- Цанков, Васил; Памукчиев, Ангел; Мотекова, Нонка. Бележки върху стратиграфията на горната креда при с. Добруша //  Годишник на Софийския университет. Геолого-географски факултет. Книга 1 - Геология; Annuaire de l'Universite de Sofia. Faculte de geologie et geographie. Livre 1 - Geologie 61 (1).   1969. с. 27-31. Посетен на 31  август 2024.
- Памукчиев, Ангел. Представители на семейство Caprinidae от Централния Балкан и Западното Средногорие //  Годишник на Софийския университет. Геолого-географски факултет. Книга 1 - Геология; Annuaire de l'Universite de Sofia. Faculte de geologie et geographie. Livre 1 - Geologie 66 (1).   1974. с. 15-24. Посетен на 31  август 2024.
- Памукчиев, Ангел. Хипуритни последователности в България //  Годишник на Софийския университет. Геолого-географски факултет. Книга 1 - Геология; Annuaire de l'Universite de Sofia. Faculte de geologie et geographie. Livre 1 - Geologie 69 (1).   1978. с. 233-240. Посетен на 11  декември 2024.
- Памукчиев, Ангел. Онтогенеза на представители на семейство Hippuridae (Bivalvia) //  Годишник на Софийския университет. Геолого-географски факултет. Книга 1 - Геология; Annuaire de l'Universite de Sofia. Faculte de geologie et geographie. Livre 1 - Geologie 70 (1).   1979. с. 125-133. Посетен на 11  декември 2024.
- Цанков, Васил; Памукчиев, Ангел; Чешмеджиева, Виолета; Мотекова, Нонка. Bivalvia II //  Фосилите на България V Горна креда: Големи фораминифери, Anthozoa, Gastropoda, Bivalvia.   София, Издателство на Българската академия на науките, 1981. OCLC 31018111. с. 152-206.
- Памукчиев, Ангел. Закономерности в рифовите комплекси от източната част на Балканския въглищен басейн //  Годишник на Софийския университет "Климент Охридски". Геолого-географски факултет. Книга 1 - Геология; Annuaire de l'Universite de Sofia "Kliment Ohridski". Faculte de geologie et geographie. Livre 1 - Geologie 78 (1-2).   1988. с. 41 - 63. Посетен на 29 август 2024.
- Памукчиев, Ангел. Севернобалкански горнокреден рифов комплекс //  Годишник на Софийския университет "Св. Климент Охридски". Геолого-географски факултет. Книга 1 - Геология; Annuaire de l'Universite de Sofia "St. Kliment Ohridski". Faculte de geologie et geographie. Livre 1 - Geologie 89 (1 - Геология).   1996. с. 15-30. Посетен на 29 август 2024.
- Памукчиев, Ангел. Нов поглед върху феномена „Побитите камъни“ (Дикилиташ), Варненско //  Годишник на Софийския университет „Св. Климент Охридски“, Геолого-географски факултет 90 (1 - Геология).   1999. с. 10 - 26. Посетен на 7 април 2024.
- Pamouktchiev, Angel. Sur la paleogeograhie du Crétacé supérieur en Bulgarie //  Годишник на Софийския университет "Св. Климент Охридски". Геолого-географски факултет. Книга 1 - Геология; Annuaire de l'Universite de Sofia "St. Kliment Ohridski". Faculte de geologie et geographie. Livre 1 - Geologie 91 (1).   2001. с. 27-33.
- Pamouktchiev, Anguel. Formations carbonatés du Crétacé supérieur de la region Tcherven briag (Bulgarie du Nord) //  Годишник на Софийския университет "Св. Климент Охридски". Геолого-географски факултет. Книга 1 - Геология; Annuaire de l'Universite de Sofia "St. Kliment Ohridski". Faculte de geologie et geographie. Livre 1 - Geologie 93 (1).   2001. с. 25-27.

- Фосили от колекцията на Ангел Памукчиев, изложени в Музея по палеонтология и исторична геология на Софийския университет „Свети Климент Охридски“
- Biradiolites bulgaricus sp.nov., долен мастрихт, Ярославци, Брезнишко
- Biradiolites bulgaricus sp.nov., долен мастрихт, Ярославци, Брезнишко
- Biradiolites postbisulatus sp.nov. (F-B) долен мастрихт, Ярославци, Брезнишко
- Biradiolites postunisulcatus sp. nov., долен мастрихт, Ярославци
- Biradiolites postunisulcatus protentus subsp.nov. (F-A) долен мастрихт, Ярославци, Брезнишко
- Biradiolites postunisulcatus sp.nov. (F-B) долен мастрихт, Ярославци, Брезнишко
- Biradiolites postunisulcatus protentus subsp. nov. долен мастрихт, Ярославци, Брезнишко
- Biradiolites postunsulcatus sp. nov. (F-B) долен мастрихт, Ярославци, Брезнишко
- Hippuritella bulgarica sp.nov. долен мастрихт, Ярославци, Брезнишко
- Hippuritella maestrei transitoria subsp.nov. долен мастрихт, Ярославци, Брезнишко